# Saint-Martin-le-Bouillant
Saint-Martin-le-Bouillant é uma comuna francesa na região administrativa da Normandia, no departamento Mancha. Estende-se por uma área de 12,63 km². Em 2010 a comuna tinha 328 habitantes (densidade: 26 hab./km²).